# Copa da Ásia Sub-17 de 2023
A Copa da Ásia Sub-17 de 2023 será a 19ª edição da Copa da Ásia Sub-17, o campeonato bienal de futebol juvenil organizado pela Confederação Asiática de Futebol (AFC) para as equipes nacionais masculinas sub-17 da Ásia. Esta edição será a primeira desde 2006 a ser disputada como um torneio sub-17, já que a AFC propôs mudar o torneio de sub-16 para sub-17 a partir de 2023. Além disso, o torneio também foi reformulado de "Campeonato Asiático de Futebol Sub-16" para "Copa da Ásia Sub-17". 
Em 25 de janeiro de 2021, a AFC anunciou que Bahrein manteria os direitos de sediar a edição de 2023 após o cancelamento da de 2020 devido à pandemia de COVID-19. No entanto, o país desistiu de sediar a competição em 16 de junho de 2022, exigindo que um novo anfitrião fosse escolhido posteriormente. Em 23 de dezembro de 2022, a Tailândia foi recomendada para sediar o torneio, com a decisão final ratificada pelo Comitê Executivo da AFC.
Um total de 16 equipes jogarão no torneio. As quatro melhores equipes do torneio se classificarão para a Copa do Mundo FIFA Sub-17 de 2023 como representantes da AFC. 
O Japão é o atual detentor do título, tendo vencido em 2018. 

## Qualificação
As partidas de qualificação foram disputadas entre 1 e 9 de outubro de 2022. 

### Equipes qualificadas
Um total de 16 equipes, incluindo o país-sede, se classificaram para o torneio final.
| Equipe         | Qualificado como                       | Participação | Melhor resultado               |
| -------------- | -------------------------------------- | ------------ | ------------------------------ |
| Afeganistão    | 3° Melhor segundo colocado             | 2°           | Fase de grupos (2018)          |
| Arábia Saudita | Vencedora do grupo D                   | 11°          | Campeã (1985 e 1988)           |
| Austrália      | Vencedor do grupo G                    | 7°           | Semifinal (2010, 2014 e 2018)  |
| Catar          | Vencedor do grupo C                    | 11°          | Campeão (1990)                 |
| China          | 2° Melhor segundo colocado             | 15°          | Campeã (1992 e 2004)           |
| Coreia do Sul  | Melhor segundo colocado                | 15°          | Campeã (1986 e 2002)           |
| Iêmen          | Vencedor do grupo E                    | 6°           | Vice-campeão (2002)            |
| Índia          | 4° Melhor segundo colocado             | 9°           | Quartas-de-final (2002 e 2018) |
| Irã            | Vencedor do grupo I                    | 12°          | Campeão (2008)                 |
| Japão          | Vencedor do grupo A                    | 16°          | Campeão (1994, 2006 e 2018)    |
| Laos           | 6° Melhor segundo colocado             | 3°           | Fase de grupos (2004 e 2012)   |
| Malásia        | Vencedora do grupo B                   | 6°           | Quartas-de-final (2014)        |
| Tailândia      | 5° Melhor segundo colocado e País-Sede | 12°          | Campeã (1998)                  |
| Tajiquistão    | Vencedor do grupo H                    | 4°           | Vice-campeão (2018)            |
| Uzbequistão    | Vencedor do grupo J                    | 10°          | Campeão (2012)                 |
| Vietnã         | Vencedor do grupo F                    | 8°           | Quarto colocado (2000)         |

## Sedes
| Bangkok                      | Bangkok Chonburi Pathum Thani | Pathum Thani         |
| ---------------------------- | ----------------------------- | -------------------- |
| Estádio Nacional Rajamangala | Bangkok Chonburi Pathum Thani | Estádio Pathum Thani |
| Capacidade: 49,722           | Bangkok Chonburi Pathum Thani | Capacidade: 10,114   |
|                              | Bangkok Chonburi Pathum Thani |                      |
| Pathum Thani                 | Bangkok Chonburi Pathum Thani | Chonburi             |
| Estádio Thammasat            | Bangkok Chonburi Pathum Thani | Estádio Chonburi     |
| Capacity: 25,000             | Bangkok Chonburi Pathum Thani | Capacity: 8,680      |
|                              | Bangkok Chonburi Pathum Thani |                      |

## Sorteio
As 16 equipes foram sorteadas em quatro grupos de quatro equipes, com as equipes sendo classificadas de acordo com seu desempenho no torneio final e qualificação do Campeonato Asiático de Futebol Sub-16 de 2018, sendo a anfitriã Tailândia designada para a posição A1 no sorteio. O sorteio ocorreu e o cronograma de jogos foi confirmado em 30 de março de 2023 em Bangkok, Tailândia. 
| Pote 1                                                    | Pote 2                                | Pote 3                                                | Pote 4                                   |
| --------------------------------------------------------- | ------------------------------------- | ----------------------------------------------------- | ---------------------------------------- |
| 1. Tailândia (H) 2. Japão 3. Tajiquistão 4. Coreia do Sul | 1. Austrália 2. Índia 3. Irã 4. Iêmen | 1. Malásia 2. Vietnã 3. Afeganistão 4. Arábia Saudita | 1. China 2. Uzbequistão 3. Catar 4. Laos |